# Goldfliege
Die Goldfliege (Lucilia sericata) ist eine Fliege aus der Familie der Schmeißfliegen (Calliphoridae). Sie kommt fast weltweit vor.

## Merkmale

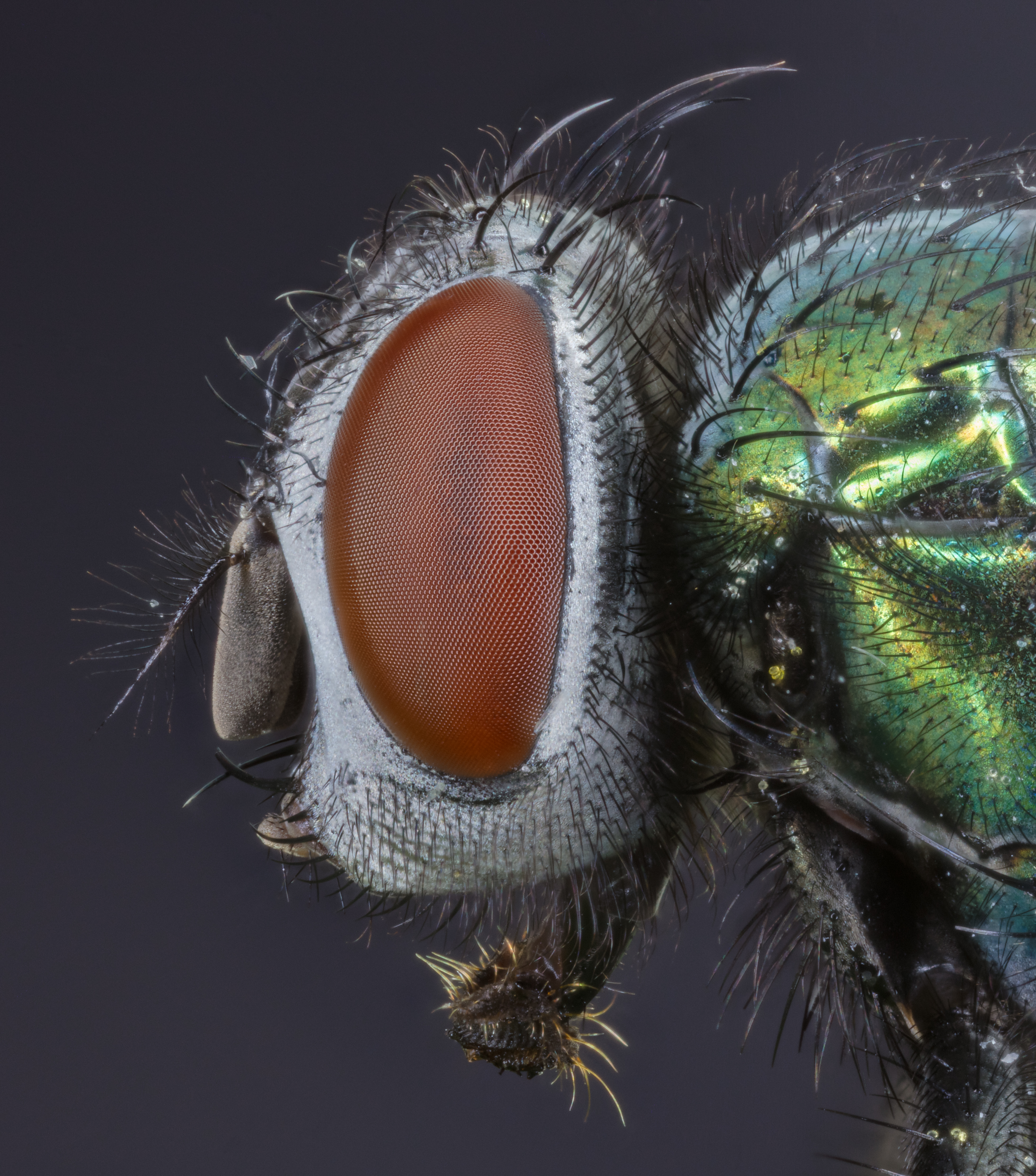
Makroaufnahme

Die Fliegen erreichen eine Körperlänge von 5 bis 11 Millimetern und haben, wie alle verwandten Arten auch, einen goldgrün metallfarbigen Körper. Von ähnlich aussehenden, ebenfalls goldgrün metallischen Vertretern der Tachinidae und Muscidae unterscheiden das Vorhandensein einer Borstenreihe auf den Rumpfseiten (die hypopleuralen Setae) und das Fehlen des Postscutellums, eines Abschnitts auf der Oberseite des Rumpfs. Die Art ist von anderen ähnlich aussehenden Schmeißfliegen nur für Spezialisten, anhand mikroskopischer Merkmale im Labor, unterscheidbar. Wichtige Merkmale sind: Die Basicosta (ein kleiner Sklerit am Flügelgelenk, am Vorderrand der Flügel) ist gelb bis orangegelb gefärbt, die Palpen sind ebenfalls gelb, können aber zur Spitze hin verdunkelt sein. Das erste Glied der Antennengeißel ist drei- bis viermal so lang wie breit. Für eine sichere Unterscheidung ist die Ausbildung verschiedener Setae und die Form des männlichen Begattungsapparats (Aedeagus) zu vergleichen.
Die Art ist sehr ähnlich zu Lucilia cuprina, die ebenfalls Myiasis auslösen kann. Unterscheidungsmerkmale vergleiche Whitworth und Holloway. In Europa ist die Art Lucilia caesar, die Kaisergoldfliege sehr ähnlich, die in menschlichen Wohnungen häufiger ist. Ähnlichste Art ist hier die etwas seltenere Lucilia richardsi.

## Verbreitung
Die Art ist überwiegend holarktisch verbreitet, sowohl in Eurasien wie auch in Nordamerika. Sie kommt in Südamerika und in Südafrika vor, hier aber eher inselartig, sie fehlt über weite Bereiche, so in der Karibik und im größten Teil Mittelamerikas. Sie wurde bereits im 19. Jahrhundert sowohl nach Australien wie nach Neuseeland eingeschleppt, wo sie heute von großer ökonomischer Bedeutung als Schädling in der Schafzucht ist. In Australien ist sie hingegen eher synanthrop verbreitet und von geringerer ökonomischer Bedeutung.

## Lebensraum
Als Lebensraum bevorzugt die Goldfliege menschliche Siedlungsgebiete. Beobachten kann man die schillernde Fliege häufig auf faulenden Feststoffen (Fleisch- und Pflanzenreste), Exkrementen, aber auch auf Blüten, wo sie Nektar saugt. Flugzeit der Goldfliege ist von Juni bis September. Sie sind tagaktiv.

## Lebensweise

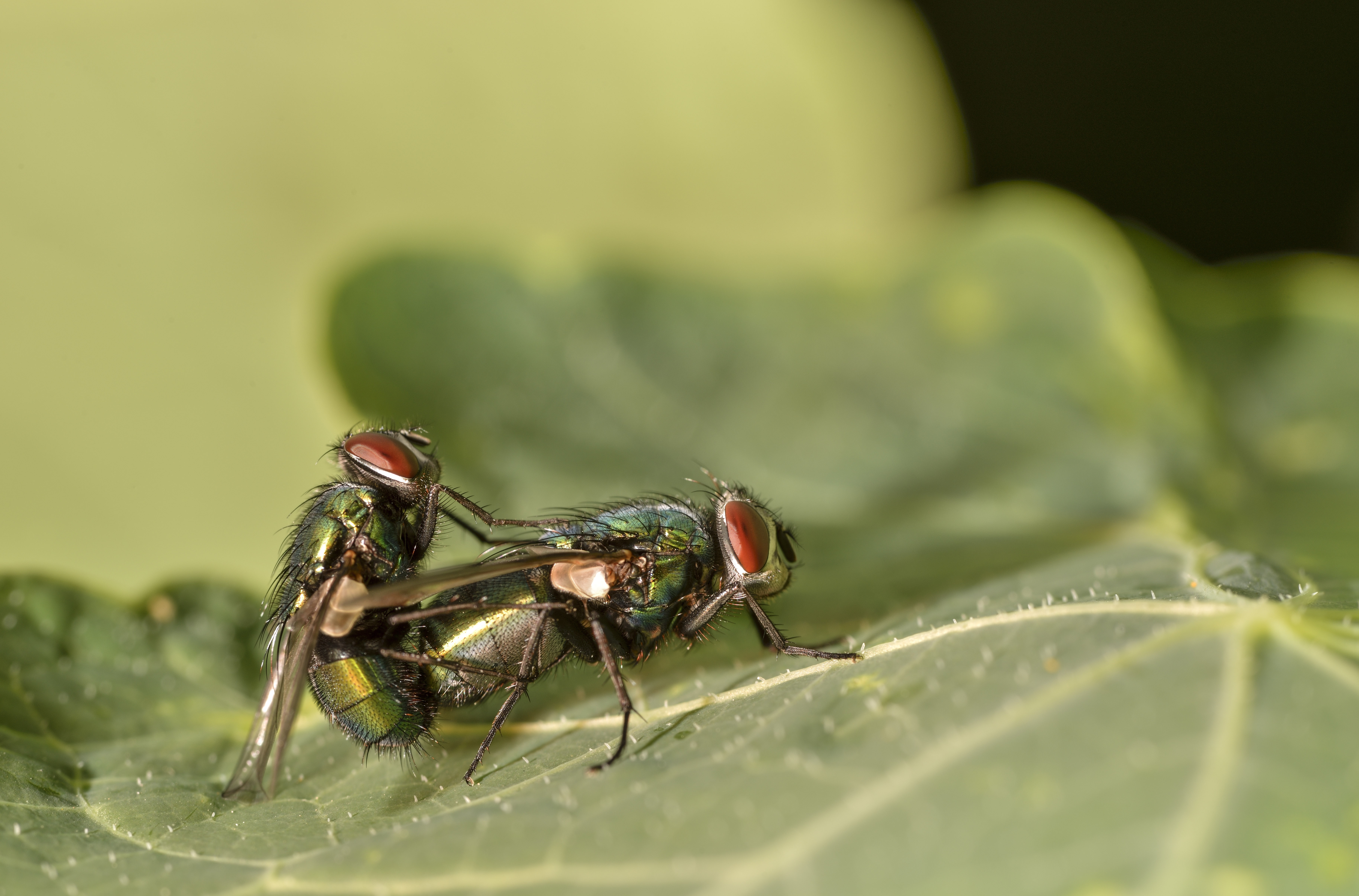
Lucilia sericata bei der Paarung

Die Art kann, wie andere Lucilia-Arten, an Aas auftreten, wobei sie frische Kadaver bevorzugt. Obwohl sie nicht zu den dominanten Aas-Besiedlern unter den Fliegen zählt, besitzt sie wegen ihrer Häufigkeit in der menschlichen Umgebung (Synanthropie) eine gewisse Bedeutung in der forensischen Entomologie. Im Gegensatz zu den meisten Schmeißfliegen-Arten lebt die Art aber seltener an Aas, sondern ist sekundär, als temporärer Ektoparasit, auf Wunden von Wirbeltieren übergegangen, wo sich die Larve primär von absterbendem, nekrotischen Gewebe ernährt, aber bei Schafen von hier aus auch in gesundes Gewebe vordringen kann. Obwohl die Art gelegentlich auch an Aas auftritt, ist sie hier eher selten und wird von anderen Schmeißfliegen-Arten durch interspezifische Konkurrenz rasch verdrängt. Die Art ist, neben der ähnlichen und nahe verwandten Lucilia cuprea der wichtigste Erreger der Myiasis der Schafe. Die durch die Art ausgelöste Fliegenmadenkrankheit oder Myiasis ist ökonomisch bedeutsam in der Schafzucht, insbesondere in Regionen mit gemäßigtem Klima, wo die Art durch Verschleppung inzwischen weltweit auftritt. Es erscheint möglich, dass sie erst durch die Domestizierung und Zucht von Schafen durch den Menschen zur parasitischen Lebensweise übergegangen ist.
Die imaginalen Fliegen sind Blütenbesucher. Sie sind in Mitteleuropa teilweise wichtige Bestäuber bei der Familie der Doldenblütler.

## Ökonomische Bedeutung
Goldfliegen gehören zu den Vorratsschädlingen und stellen gleichzeitig eine ernstzunehmende Gesundheitsbedrohung dar. Durch Goldfliegen können ebenso nahrungszersetzende wie krankheitsübertragende Keime übertragen werden. Mechanische Übertragung von Erregern kann Darmerkrankungen beim Menschen hervorrufen. Wenn die Fliegen mit Wunden in Kontakt kommen, kann außerdem eine Sepsis (Blutvergiftung) eintreten. Legen die Fliegen bei warmen Temperaturen ihre Eier in Wunden ab, kann eine Wundmyiasis die Folge sein. Weiterhin gelten die Goldfliegen als Überträger von Typhus, Paratyphus, Dysenterien, Sommerdiarrhöen und Cholera.
In der Wohnung legt die Goldfliege ihre Eier bevorzugt an Fleischwaren ab. Innerhalb kürzester Zeit bohren sich die Maden in das Fleisch und fressen sich durch. Auf diese Weise wird das Fleisch ungenießbar. Eine Lagerung im Kühlschrank kann die Madenentwicklung nicht unterbrechen. Abgetötet werden die Maden erst, wenn das Fleisch stark erhitzt oder eingefroren wird. Befallene Lebensmittel sind deshalb nicht mehr für den Verzehr geeignet und müssen entsorgt werden.
In Lebensmittelbetrieben können Produkte durch die Goldfliege mit Speichel, Kot und Keimen verunreinigt werden.
In der Tierhaltung können Goldfliegen die Gesundheit der Tiere stark schädigen, wenn sie ihre Eier in Wunden oder auf intakten Hautstellen im Bereich der Ohren der Tiere ablegen. Ähnlich wie beim Menschen, kann es hier beispielsweise zu einer Wundmyiasis kommen, die, wenn sie andauert und nicht behandelt wird, sogar bis zum Tod des betroffenen Tieres führen kann.
Eine besonders große Gefährdung ist für Schafe gegeben, da die durch Schweiß, Kot und Harn verdreckte Wolle der Tiere eine große Anziehungskraft auf Goldfliegen ausübt.

## Larven

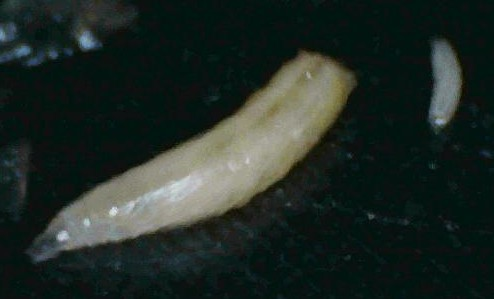
Larve

Die Larven der Goldfliege werden im Aquaristik- und Terraristik-Handel als Pinky Maden bezeichnet. Der Name entstand aufgrund der rosa (pink) Färbung der Larven. Pinkies werden als Angelköder verwendet und sind auch ein beliebtes Futtermittel in der Terraristik, besonders als Futter für Insekten.

### Einsatz in der Humanmedizin
In Speziallaboren gezüchtete keimfreie Larven der Art können zur Wundtherapie eingesetzt werden, eine Form der Madentherapie. Diese Behandlungsform wurde mit der Entdeckung des Penicillins zurückgedrängt. Seit Anfang des 21. Jahrhunderts ist diese Behandlungsmethode wieder in die medizinische Praxis zurückgekehrt, was auf deren teilweise guten Behandlungserfolge und auf wachsende Antibiotika-Resistenzen zurückzuführen ist. Da dafür ausschließlich Arten verwendet werden sollten, die beim Menschen nekrotisches Gewebe klar bevorzugen und kein gesundes befallen, gilt Lucilia sericata als eine der am besten geeigneten Arten dafür.